# Benara
Benara (též Mavingoni, 660 m n. m.) je hora na ostrově Grande-Terre (součást francouzského zámořského departementu Mayotte) v souostroví Komorské ostrovy v západní části Indického oceánu. Leží mezi obcemi Dembéni, Bandrélé a Chirongui v jižní polovině ostrova. Jedná se o nejvyšší bod Mayotte.